# 鹿灰蝶族
鹿灰蝶族（學名：Loxurini）是灰蝶科線灰蝶亞科裡的一個族。物種分佈於東洋界。

## 分類
- 白翅灰蝶屬 Neomyrina
- 津灰蝶屬 Drina

鹿灰蝶屬組
- 鹿灰蝶屬 Loxura
- 椏灰蝶屬 Yasoda
- 絲尾灰蝶屬 Eooxylides
- 塔瑪灰蝶屬 Thamala

## 腳註
1. ↑  Brower, Andrew V. Z. 2008. Loxurini Swinhoe 1910. Version 24 April 2008 (under construction). http://tolweb.org/Loxurini/111497/2008.04.24 （页面存档备份，存于） in The Tree of Life Web Project, http://tolweb.org/ （页面存档备份，存于） （英文）